# Uafhængige olympiske deltagere ved sommer-OL 2016
De uafhængige olympiske deltagere ved sommer-OL 2016 kom udelukkende fra Kuwait, der var suspenderet af IOC på grund af, at regeringen havde påvirket forbundet. Atleterne stillede derfor op uden flag og landekode på tøjet og konkurrerede derfor under fanen med OL-logoet på. 